# Rosa es una rosa es una rosa es una rosa

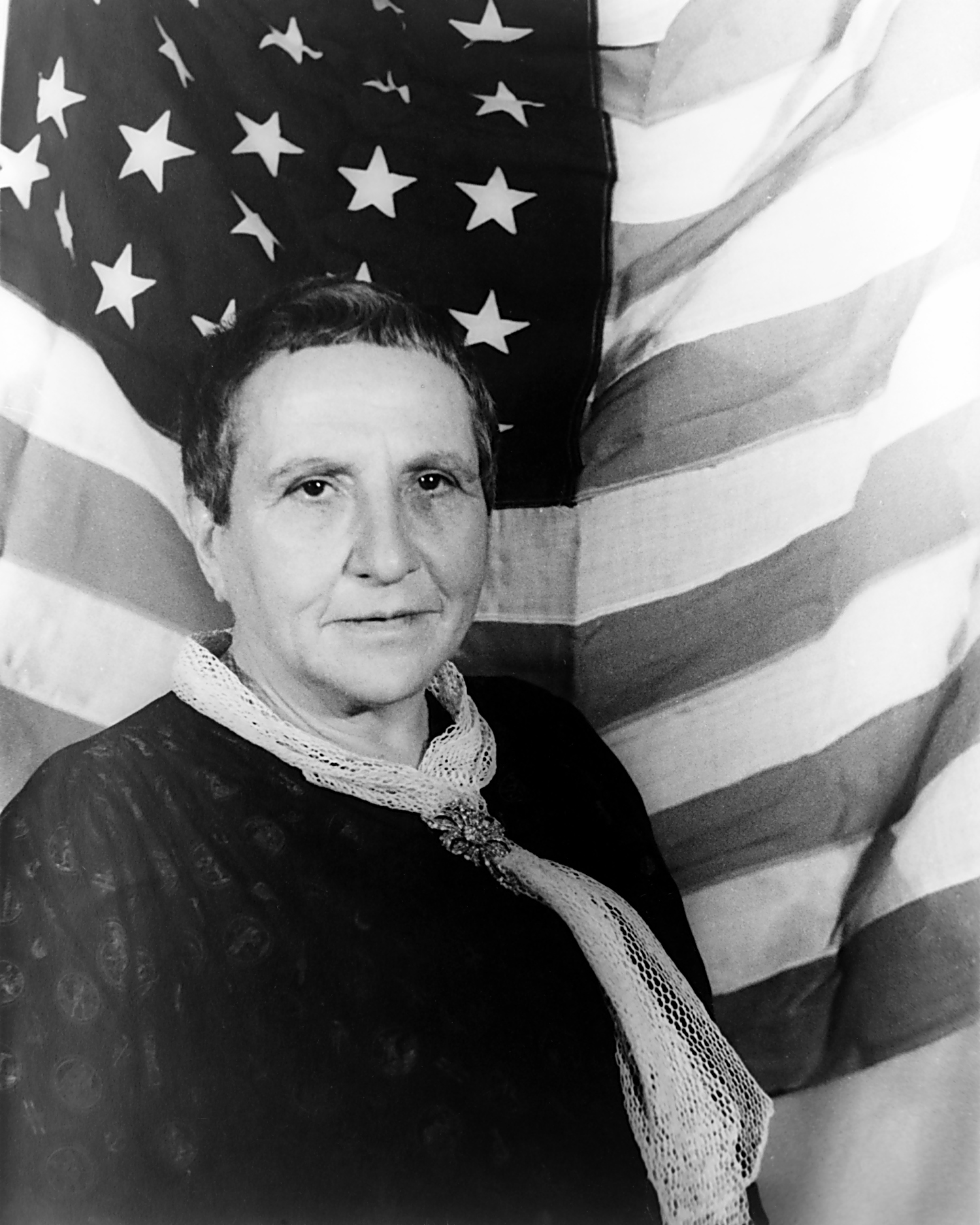
Gertrude Stein, 1935.

El aforismo "Rosa es una rosa es una rosa es una rosa" fue escrito por Gertrude Stein formando parte del poema escrito 1913 "Sacred Emily" (Sagrada Emilia, juego de palabras con Sagrada Familia), que apareció posteriormente en el libro publicado en 1922 Geography and Plays (Geografía y representaciones). En este poema, la primera "Rosa" es el nombre de una persona. Stein utilizó variaciones del aforismo en otros escritos, y "A rose is a rose is a rose" es probablemente la cita más famosa de la autora. Su significado se ha interpretado con frecuencia como "las cosas son lo que son", una expresión del principio de identidad, "A es A". En el pensamiento de Stein, la frase expresa que tan solo empleando el nombre de una cosa ya se invoca el imaginario y las emociones asociadas con el objeto. A medida que la cita se difundía en sus propios escritos y en la cultura en gran medida, Stein llegó a decir en un momento: " ¡Escúchenme ahora! No soy idiota. Sé que en la vida diaria no solemos decir esto es esto es esto. Sí, no soy boba, pero pienso que con aquel verso la rosa se hizo roja por primera vez en la historia de la poesía en inglés en cientos de años." (Four in America).
También se cita el aforismo para ilustrar el principio de recursión.

## El aforismo en la cultura
Una rosa es una rosa es el título de una canción de Mecano, de su álbum Aidalai, cuyo título está basado en el aforismo de Gertrude Stein.
El poema hace alusión a los versos de William Shakespeare en la obra Romeo y Julieta: "La rosa no dejaría de ser rosa, y de esparcir su aroma, aunque se llamase de otro modo."
El poema es citado en la película italiana de terror, "La casa delle anime errante" (1989), por uno de los personajes.